# Chi vuol essere milionario?
Chi vuol essere milionario (miliardario)? — телеигра, выходящая на итальянском канале Mediaset Canale 5 с 2000 года. Является аналогом игры Who Wants to Be a Millionaire?. Ведущий итальянской версии игры — Джерри Скотти.

## Правила игры

### В оригинальном формате.
В каждом выпуске игры участвуют 10 игроков, но лишь которые из них могут получить возможность пройти к игровому столу и попытаться заработать 1 миллион евро (ранее — 1 миллиард итальянских лир). После представления участников программы ведущим, либо после того, как предыдущий участник завершил игру до «финальной сирены», возвещающей о том, что игровое время, отведённое для программы, подошло к концу, проводится il dito più veloce — конкурс «самый быстрый палец».

#### Конкурс "Самый быстрый палец".
Ведущий зачитывает вопрос, имеющий 4 варианта ответа, которые нужно расположить в определённом порядке (от меньшего к большему, от младшего к старшему и т. д.). Ответить на вопрос нужно не только правильно, но и как можно быстрее, так как только самый быстрый участник получит шанс побороться за € 1 миллион. Остальные претенденты вынуждены ждать, когда участник завершит свою игру, чтобы попытать силы в «конкурсе быстрых пальцев» снова.

### В формате "Горячее кресло".
В каждом выпуске участвуют 6 игроков. Велика вероятность того, что каждый из них примет участие в игре. Однако, для того, чтобы определить, кто начнёт борьбу за € 1 миллион, проводится отборочный тур, как в украинской версии игры.

#### Отборочный тур.
Ведущий зачитывает вопрос и 4 варианта ответа, являющиеся характеристиками предмета или явления, указанного в формулировке вопроса. У игроков нет мониторов и пультов, поэтому каждого из них ведущий опрашивает отдельно.
Победителем отборочного тура считается тот, кто дал наиболее подробный ответ. В случае необходимости, ведущий может провести повторный отборочный тур, предложив другие варианты ответа на этот же вопрос.
Победитель отборочного тура должен выбрать позицию, с которой он будет начинать игру (это немаловажно, так как только тот, кто даст ответ на последний пятнадцатый вопрос, останется с деньгами), таким образом определяется тот, кто первым вступит в игру.
С 30 марта 2009 года отборочный тур был отменен.

### Основная игра.
Участнику, сидящему за игровым столом, как и в обычной версии игры, предстоит ответить на 15 вопросов разной сложности, каждый из которых имеет 4 варианта ответа. Однако, после того, как ведущий прочитал вопрос и варианты ответа, начинается обратный отсчёт:
- 1-5 вопросы — 15 секунд.
- 6-10 вопросы — 30 секунд.
- 11-15 вопросы — 45 секунд.

Если за это время участник не успевает дать свой вариант ответа, ему автоматически засчитывается проигрыш.

### Денежное «дерево» (2000-2001).
| Номер вопроса | Стоимость       |
| ------------- | --------------- |
| 15            | £ 1 000 000 000 |
| 14            | £ 500 000 000   |
| 13            | £ 250 000 000   |
| 12            | £ 125 000 000   |
| 11            | £ 64 000 000    |
| 10            | £ 32 000 000    |
| 9             | £ 16 000 000    |
| 8             | £ 8 000 000     |
| 7             | £ 4 000 000     |
| 6             | £ 2 000 000     |
| 5             | £ 1 000 000     |
| 4             | £ 500 000       |
| 3             | £ 300 000       |
| 2             | £ 200 000       |
| 1             | £ 100 000       |

### Денежное «дерево» (2002-2008).
| Номер вопроса | Стоимость   |
| ------------- | ----------- |
| 15            | € 1 миллион |
| 14            | € 300 000   |
| 13            | € 150 000   |
| 12            | € 70 000    |
| 11            | € 35 000    |
| 10            | € 16 000    |
| 9             | € 8 000     |
| 8             | € 4 000     |
| 7             | € 2 000     |
| 6             | € 1 000     |
| 5             | € 500       |
| 4             | € 300       |
| 3             | € 200       |
| 2             | € 100       |
| 1             | € 50        |

### Денежное «дерево» (2008-2010).
| Номер вопроса | Стоимость   |
| ------------- | ----------- |
| 15            | € 1 миллион |
| 14            | € 300 000   |
| 13            | € 150 000   |
| 12            | € 70 000    |
| 11            | € 30 000    |
| 10            | € 20 000    |
| 9             | € 15 000    |
| 8             | € 10 000    |
| 7             | € 7 000     |
| 6             | € 5 000     |
| 5             | € 3 000     |
| 4             | € 2 000     |
| 3             | € 1 500     |
| 2             | € 1 000     |
| 1             | € 500       |

### Денежное «дерево» (2010-2011). Игрок выбирает несгораемую сумму перед началом игры.
| Номер вопроса | Стоимость   |
| ------------- | ----------- |
| 15            | € 1 миллион |
| 14            | € 300 000   |
| 13            | € 150 000   |
| 12            | € 70 000    |
| 11            | € 30 000    |
| 10            | € 20 000    |
| 9             | € 15 000    |
| 8             | € 10 000    |
| 7             | € 7 000     |
| 6             | € 5 000     |
| 5             | € 3 000     |
| 4             | € 2 000     |
| 3             | € 1 500     |
| 2             | € 1 000     |
| 1             | € 500       |

### Денежное «дерево» (в формате "Hot Seat" (2008-2009), с 07.12.2018 игрок может выбрать вторую несгораемую сумму прямо по ходу игры, преодолев 5 вопрос).
| Номер вопроса | Стоимость   |
| ------------- | ----------- |
| 15            | € 1 миллион |
| 14            | € 300 000   |
| 13            | € 150 000   |
| 12            | € 70 000    |
| 11            | € 30 000    |
| 10            | € 20 000    |
| 9             | € 15 000    |
| 8             | € 10 000    |
| 7             | € 7 000     |
| 6             | € 5 000     |
| 5             | € 3 000     |
| 4             | € 2 000     |
| 3             | € 1 500     |
| 2             | € 1 000     |
| 1             | € 500       |

### Подсказки
- «50 на 50» (cinquanta-cinquanta). Компьютер убирает два неправильных ответов на вопрос. Таким образом, остаются всего два ответа, один из которых — верный, другой — неверный. (С 2000 по н.д.).
- «Помощь зала» (l’aiuto del pubblico). По команде ведущего каждый из гостей в зале с помощью специального пульта делает свой выбор в пользу того или иного ответа. В конце голосования игрок получает статистику мнения зала. (2000-2010; 2018-2019).
- «Помощь эксперта». (Chiedilo al tuo esperto in studio). Эксперт/болельщик в студии подсказывает игроку по его мнению правильный ответ. (2018-).
- «Помощь Джерри» (Chiedilo a Gerry). Игрок может взять подсказку ведущего, который может подсказать верный ответ на вопрос, если ему может быть что-либо известно. Время на ответ у ведущего не ограничено. (2018-).
- «Звонок другу» (telefonata a casa). Игрок в течение 30 секунд может проконсультироваться по вопросу, вызвавшему затруднение, с одним из своих друзей. (2000-2011).
- «Замена вопроса» (lo switch). Игрок может заменить вопрос на другой того же уровня и той же стоимости (в 2007 подсказка доступна после пяти вопросов, до 2009; вновь используется с 2020 года).

Победители Итальянской версии игры.
- Francesca Cinelli, выигрыш 1 миллиард итальянских лир (18 марта 2001).
- Davide Pavesi, выигрыш € 1 миллион (17 октября 2004).
- Michela De Paoli, выигрыш € 1 миллион (27 января 2011).
- Enrico Remigio, выигрыш € 1 миллион (29 января 2020).

### Крупные выигрыши.
- Cosimo Rillo, выигрыш € 300 000 (23 марта 2006).
- Giovanni Balasso, выигрыш € 300 000 (11 февраля 2007).
- Simone Colzani, выигрыш € 300 000 (29 марта 2007).
- Riccardo Tori, выигрыш € 300 000 (25 марта 2008).
- Roverto Riva Cambrino, выигрыш € 300 000 (15 октября 2010).

### Крупные проигрыши.
- Marco Sacconaghi, проигрыш € 134 000, эфир — 22 января 2007, выигрыш € 16 000.
- Daria Ciotti, проигрыш € 80 000, эфир — 21 декабря 2010, выигрыш € 70 000.